# Đà Lạt
 (septembre 2024).
Đà Lạt (/ɗâː làːt/ ), orthographié aussi Dalat, est une ville des hauts plateaux du centre du Viêt Nam, capitale de la province de Lâm Đồng.
En français, ses habitants sont appelés Dalatois.

## Historique

Dat Aliis Lætitiam Aliis Temperiem.

Durant la colonisation française au XIXe siècle, l’administration coloniale recherche une région où le climat s’apparente à celui de la France. Le climat et l'environnement de Saïgon ne leur convenaient pas.
En juillet 1897, le gouverneur français Paul Doumer s’adresse au célèbre médecin Alexandre Yersin qui a découvert la région quatre années auparavant lors d’une expédition de Biên Hòa à Phan Thiết par la chaîne Annamitique. L’objectif est de trouver un emplacement potentiel afin de pouvoir permettre aux fonctionnaires et aux soldats français de se ressourcer contre le climat torride de l’Annam. Les trois critères sont centrés sur l’altitude, la présence de l’eau et l’accessibilité. Sa devise latine est d'ailleurs Dat Lætitiam Aliis Aliis Temperiem qui signifie « Elle donne aux uns la joie, aux autres le bon temps. » Elle était la principale station climatique de l'Indochine française.

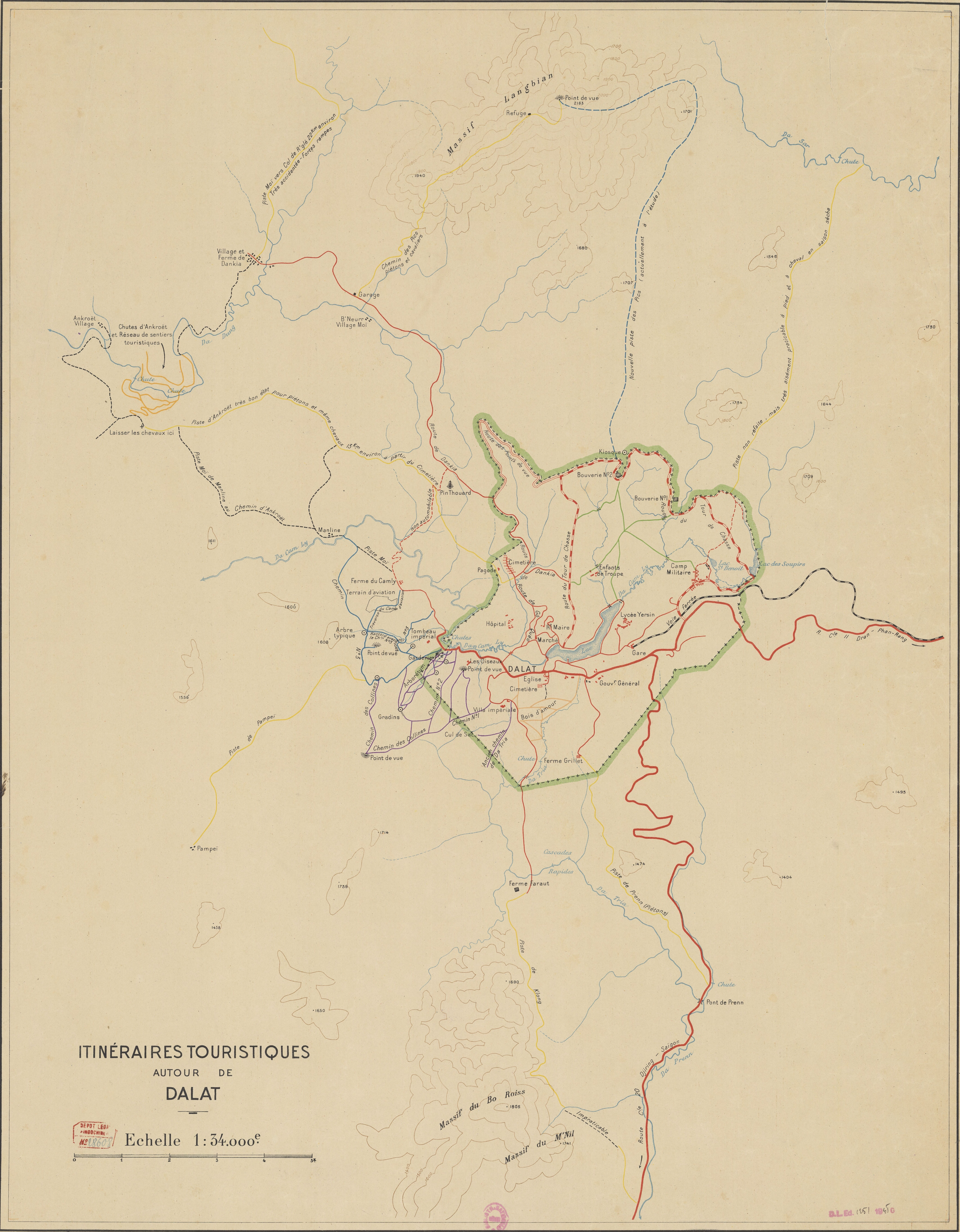
Itinéraires touristiques autour de Dalat en 1942

Ville de montagne romantique, Đà Lạt exerce une attraction touristique importante grâce à ses paysages : chutes d'eau, lacs, prairies luxuriantes et vallées fleuries, ses villas coloniales dont le style art-déco (1920-1940) rappelle l'architecture des provinces de l'ancienne métropole. On y trouve des villas normandes aussi bien que des chalets savoyards ou des maisons basques, et une cathédrale à la française. L'hôtel Langbian Palace (aujourd'hui Hôtel Dalat Palace), inauguré en 1922, accueille les colons en villégiature fuyant les grandes chaleurs.
L'empereur Bao Dai y possédait une résidence. Son épouse fit venir de France les Chanoinesses de Saint-Augustin de la congrégation Notre-Dame pour y ouvrir un internat d'élite en 1935, Notre-Dame du Langbian (Couvent des Oiseaux), où elle inscrivit ses filles. Il ferme ses portes à l'arrivée des communistes en 1975.
Sa gare, inspirée de celle de Deauville, est célèbre.

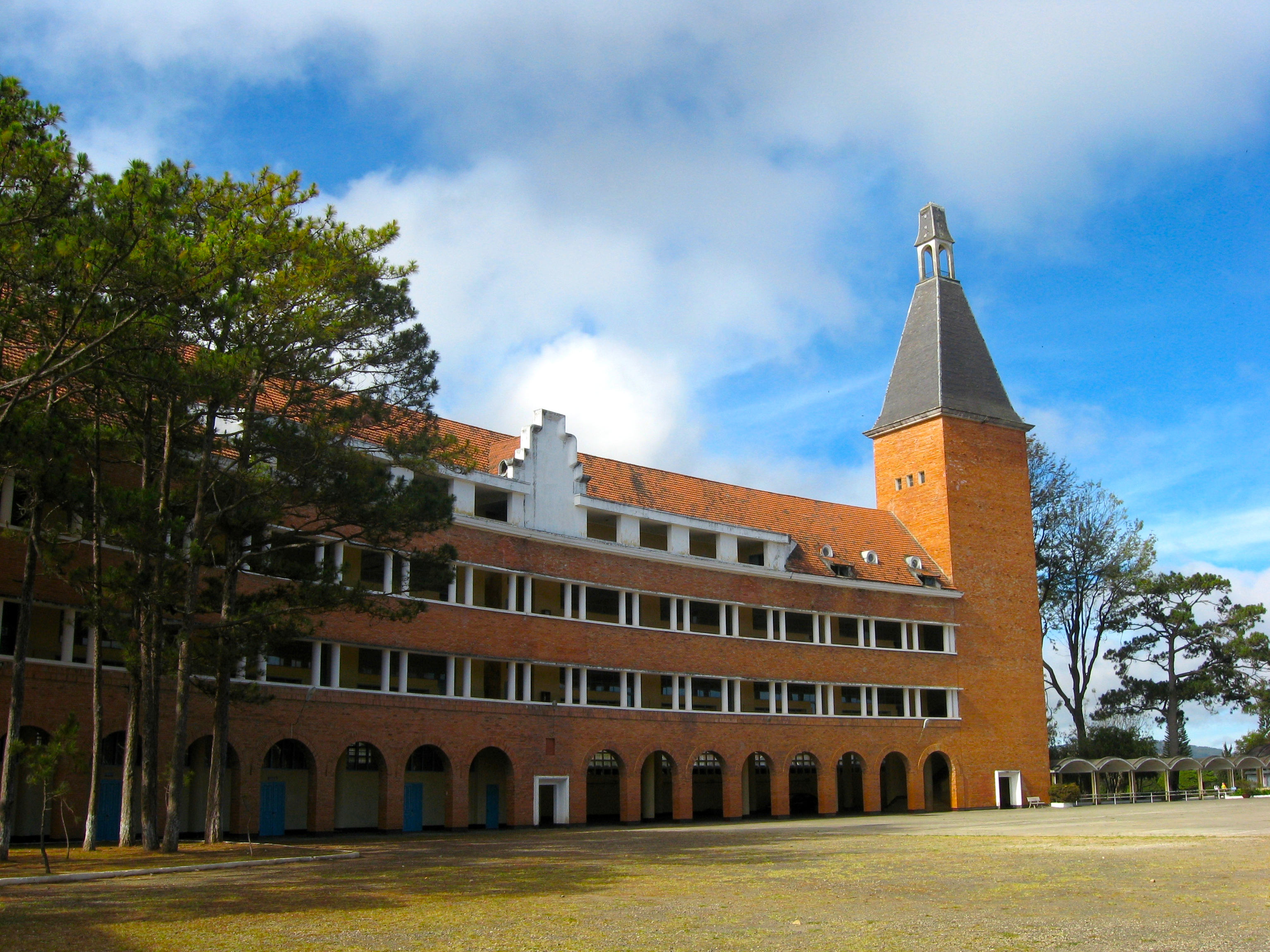
L'actuel collège pédagogique de Đà Lạt, ancien lycée Yersin.

Pendant la Seconde Guerre mondiale, l'amiral Jean Decoux, qui aimait y séjourner, songea à ériger Đà Lạt au rang de capitale administrative de l'Indochine française.
Deux conférences importantes pour l'avenir de la péninsule y furent tenues en 1946.
Une école d'enfants de troupe métis eurasiens, dite École d'enfants de Troupe de Đà Lạt (alias EETD), y fut fondée en septembre 1939 puis transférée au Cambodge en 1944 avant de revenir à Đà Lạt en 1946 où elle fonctionna jusqu'au début de 1956, date à laquelle elle fut transférée en France et devint une annexe de l'École militaire préparatoire d'Autun.
Parallèlement, dès la fin de 1950, le général Jean de Lattre de Tassigny y créa une école militaire pour l'Armée nationale vietnamienne loyaliste de l'empereur Bảo Đại qu'on surnomma vite le Saint-Cyr vietnamien.

## Climat
Đà Lạt est l'une des villes surnommées « ville de l’éternel printemps » ; la température moyenne ne descend jamais au-dessous de 10 °C en hiver, et elle ne dépasse pas 25 °C en été. Ce climat doux et clément permet à la ville d'avoir une grande variété de cultures de fleurs et de fruits. Bien que située dans le sud du Viêt Nam, c'est grâce à son altitude (1 500 m) qu'elle bénéficie de ce climat tempéré.

## Urbanisme
La ville de Đà Lạt a permis à ses administrateurs coloniaux d’établir une ville à la saveur européenne en retrait du pouvoir central vietnamien à Saïgon. Le plan de développement original en 1900 propose la construction d’infrastructures, de routes de transport, de villages et de réseaux de chaînes d’approvisionnement. L'objectif est d’avoir un chemin de fer, des routes pavées et des immeubles modernes offrant un pied-à-terre de la France et servant de bon sanatorium.
Entre les années 1900 et 1944, la ville de Đà Lạt va connaître une poussée de croissance fulgurante. Les douzaines de cottages sur la colline deviennent un hôtel. En 1944, on ne comptait pas loin de 750 villas privées, plusieurs bureaux gouvernementaux et un terrain de golf.
Pour devenir la ville qu’elle est maintenant, Đà Lạt est passée par cinq grandes étapes de planification urbaine présentées par cinq différents auteurs et architectes français Paul Champoudry en 1905, Jean O’Neill en 1909, Ernest Hébrard en 1923, Louis Georges Pineau en 1932 et Jacques Lagisquet en 1942.
Paul Champoudry fut le premier maire de la ville de Dalat en 1905 et a rédigé un plan de développement en fonction des besoins des autorités de l’armée. Son plan était de centraliser les services publics et administratifs dans le même quartier et d’établir un marché situé à la jonction des artères principales de la ville qui donne face à une place publique conçu pour atténuer le trafic. À proximité du marché au centre-ville, un espace est conçu pour les comptoirs des marchands et des petites entreprises. Au cœur du centre-ville, un hôtel qui inclut un restaurant et un casino ; non loin, un quartier consacré aux services publics : poste, gare de chemin de fer et école.
Les idées principales de Paul Champoudry seront réalisées par Jean O’Neill, auteur du plan maître de Đà Lạt en 1919 grâce au budget qui découle dans les caisses de fonds dans la ville de Dalat à la conclusion de la Première Guerre mondiale.
En 1923, Ernest Hébrard continue à développer le travail de ses prédécesseurs et instaure un système de zonage. L’ébauche de sa vision est de prendre en compte le futur de la ville pour éviter des modifications coûteuses à la fin plutôt que de laisser la division et la concession des terres à la destinée et à l’imagination des individus. Son plan est divisé en trois zones : un quartier pour l’administration, un quartier résidentiel pour les Européens et un quartier annamite.
En 1932, le plan de Louis-Georges Pineau est plus conservateur que le plan expansionniste de Hébrard. L’ébauche de son plan est de préserver la beauté naturelle des paysages de Đà Lạt et de mettre l'accent sur le développement des jardins et des lacs artificiels. Pineau avait une tendance pour un style architectural éclectique et un goût particulier pour les villas. D’ailleurs, les villas actuelles à Đà Lạt sont les créations de l’ère Pineau.
La dernière étape du développement de la ville de Đà Lạt est rehaussée par le planificateur Lagisquet entre 1942 et 1945. Il va effectuer le projet du gouverneur Jean Decoux qui est de transformer la colline à une ville d’été distincte des sphères traditionnelles du Vietnam. Le résultat de l’urbanisation de Lagisquet englobe la base commune de la vision des cinq pionniers, de faire de la ville de Đà Lạt une ville française.

## Transports

### Routier
La route la plus importante reliant Dalat à d'autres villes est la route nationale 20.
Cette route croise la route nationale 1A à la jonction Dau Giay, province de Đồng Nai, de là vers Hô Chi Minh-Ville et croise la route nationale 27 à D'Ran puis va vers Phan Rang - Tháp Chàm et la côte centrale du Sud.
La route nationale 20 traverse Di Linh, et la route nationale 28 vers le sud conduit à la ville de Phan Thiet.
À partir de Da Lat, la route nationale 27C traverse les districts de Lạc Dương, de Lâm Đồng et Khánh Vĩnh, Diên Khánh de la province de Khánh Hòa, jusqu'à la ville de Nha Trang.
Dalat est aussi desservie par l'autoroute Dau Giay-Dalat.

### Aérien

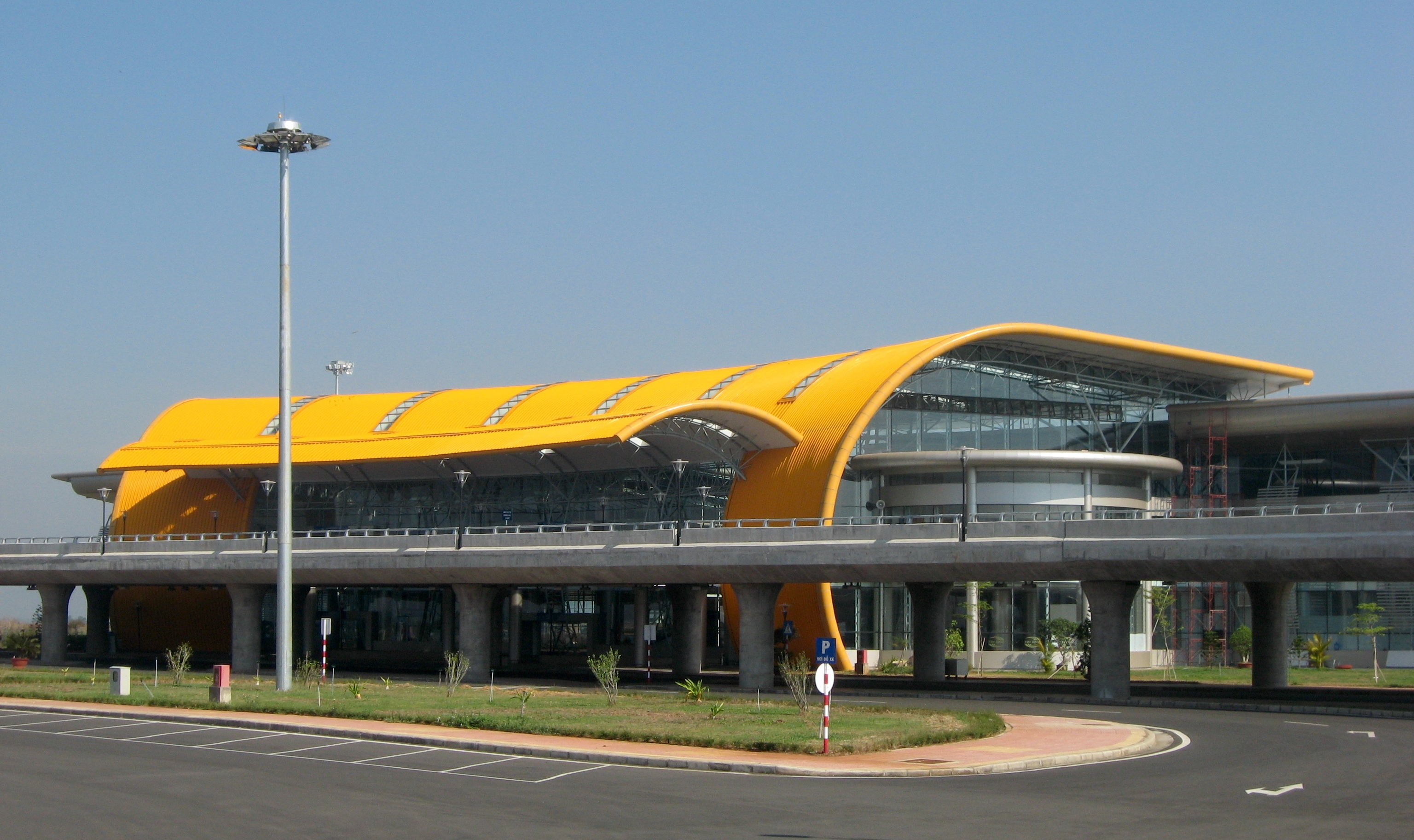
L'aéroport de Liên Khuong.

Le transport aérien de Da Lat est assuré par l'aéroport de Liên Khuong et l'aéroport de Cam Ly.
L'aéroport de Liên Khuong est situé à 28 km au sud du centre-ville de Dalat, en bordure de la route nationale 20, dans la ville de Lien Nghia, district de Duc Trong.
L'aéroport a été construit et mis en service par les Français en 1933, alors qu'il n'y avait qu'une piste en argile dure de 700 mètres de long.
Pendant la seconde Guerre mondiale, l'Armée impériale japonaise a modernisé l'aéroport de Lien Khuong, la piste a été pavée et utilisée à des fins militaires.
La République du Vietnam construira un nouveau terminal civil et une chaussée recouverte d'asphalte pour des avions de moins de 35 tonnes.
Après 1975, l'aéroport a été repris et exploité par l'Armée populaire vietnamienne.
En 1980, il a été transféré à la Société des aéroports du Sud (vi).
En 2003, la Société des aéroports du Sud (vi) a modernisé l'aéroport de Lien Khuong pour répondre à la norme 4C de l'Organisation de l'aviation civile internationale.
Fin décembre 2009, le nouveau terminal de l'aéroport d'une superficie de 12 000 mètres carrés a été inauguré et a commencé à assurer des liaisons internationales.
En 2012, Vietnam Airlines a opéré un vol quotidien de Da Lat à Hanoï, quatre vols aller-retour de Da Lat à Hô Chi Minh-Ville et un vol aller-retour de Da Lat à Da Nang.
Air Mekong exploite également un vol aller simple quotidien de Dalat à Hanoi et un vol de retour de Da Lat à Hô Chi Minh-Ville.
Le deuxième aéroport de Dalat est l'aéroport de Cam Ly, dans le quartier 5, à 3 km à l'ouest du centre-ville. Dans le passé, c'était l'aéroport militaire de l'armée américaine et de l'armée de la République du Vietnam. Après 1975, l'aéroport de Cam Ly appartenait à l'Académie de l'armée, puis transféré à la Southern Airport Corporation.
En raison d'un fonctionnement inefficace, l'aéroport a été abandonné pendant de nombreuses années et à la fin de 2010, il a été réaffecté au Ministère de la Défense.

### Ferroviaire
La ligne de Dalat à Thap Cham a été construite de 1903 à 1928 et est entrée en exploitation en 1932.
Comparée à d'autres lignes de chemin de fer au Vietnam, Thap Cham-Da Lat est unique par son utilisation d'un système ferroviaire à crémaillère, comprenant trois tronçons de Song Pha à Da Lat et totalisant près de 16 km.
Le terminus de cette ligne de chemin de fer était la gare de Dalat, construite de 1932 à 1938, une œuvre architecturale unique conçue par deux architectes français, Révéron et Moncet.
La ligne de Dalat à Thap Cham a été utilisé jusqu'en 1972. Lorsque la guerre du Vietnam s'est endurcie l'itinéraire a été contraint de cesser de fonctionner.
Depuis 1991, la ville de Da Lat a restauré 7 km de voie ferrée de Da Lat à Trai Mat, combinée avec la gare de Dalat pour le tourisme. C'est maintenant l'une des attractions touristiques de la ville.
Bien qu'elle ne soit plus directement reliée au système ferroviaire vietnamien, la gare vend toujours des billets de train pour les passagers et assure un transfert de la gare de Da Lat à la gare de Nha Trang et à la gare de Thap Cham.

## Lieux et monuments

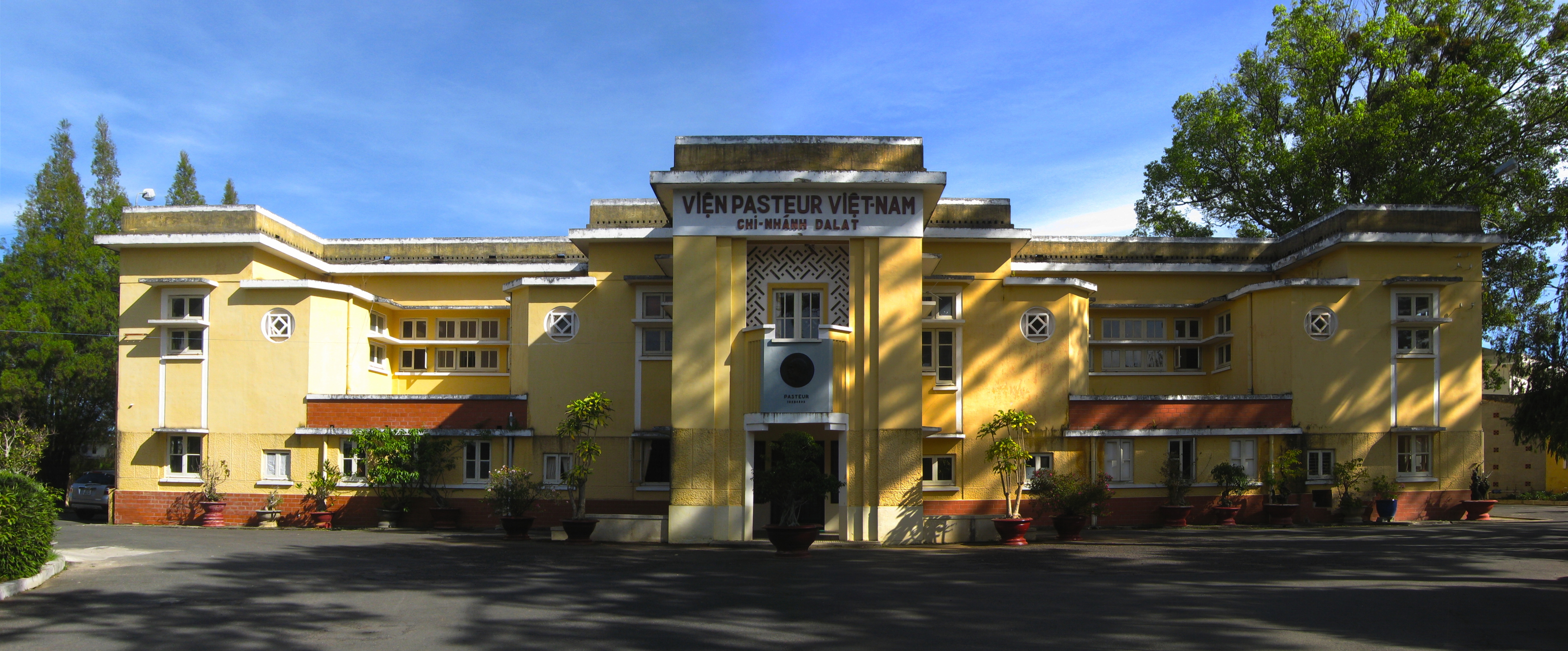
L'Institut Pasteur de Dalat.

- Gare de Dalat
- Ligne de Dalat à Thap Cham
- Maison folle
- Domaine de Marie
- Hôtel Dalat Palace
- Pagode Linh Sơn (en)
- Institut Pasteur de Dalat
- Colline de thé de Cau Dat
- Champ d'hortensias Xuan Tho

## Personnalités nées à Đà Lạt
- Bảo Thắng (1943-2017), fils de l'empereur Bảo Đại
- Marie-France Pisier (1944-2011), actrice
- Bernard Plossu (1945-), photographe
- Jean-Claude Simon (1948-), scientifique
- Đơn Dương (1957-2011), acteur de cinéma
- Đỗ Phước Tiến (1965-), écrivain
- Linda Lê (1963-2022), écrivain
- Pierre Nguyên Van Nhon (1938-), cardinal
- Paul Bùi Van Ðoc (1944-2018), archevêque

## Jumelages
- Melbourne, Australie
- Phnom Penh, Cambodge
- Mississauga, Ontario, Canada
- Chengdu, Chine
- Dalian, Chine
- La Havane, Cuba
- Copenhague, Danemark
- Sapporo, Hokkaidō, Japon
- Incheon, Corée du Sud
- Vientiane, Laos
- Novossibirsk, Russie
- Los Angeles, Californie, États-Unis
- Kaohsiung, Taïwan
- Chiang Mai, Thaïlande

## Galerie photos

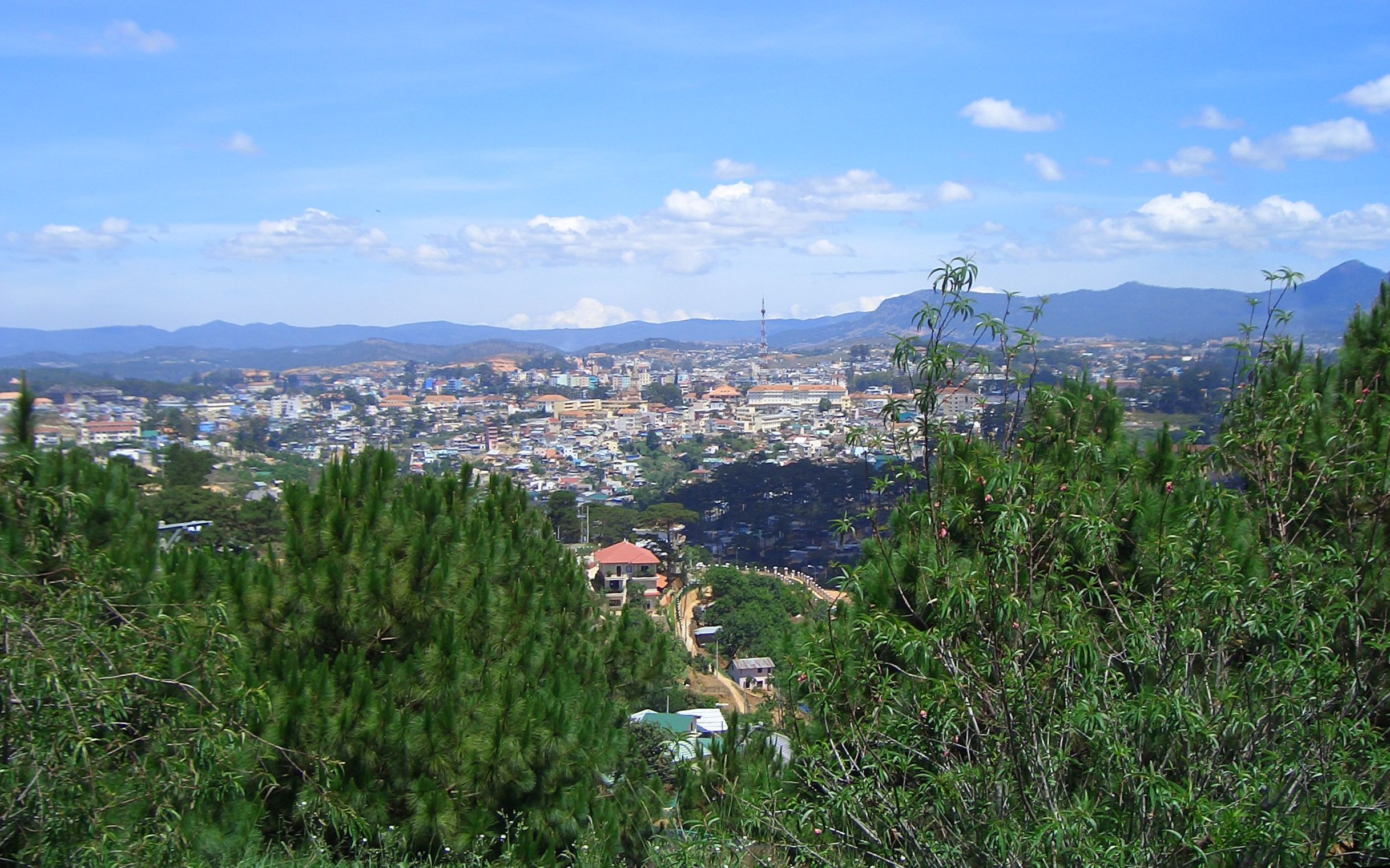
Vue sur Đà Lạt.
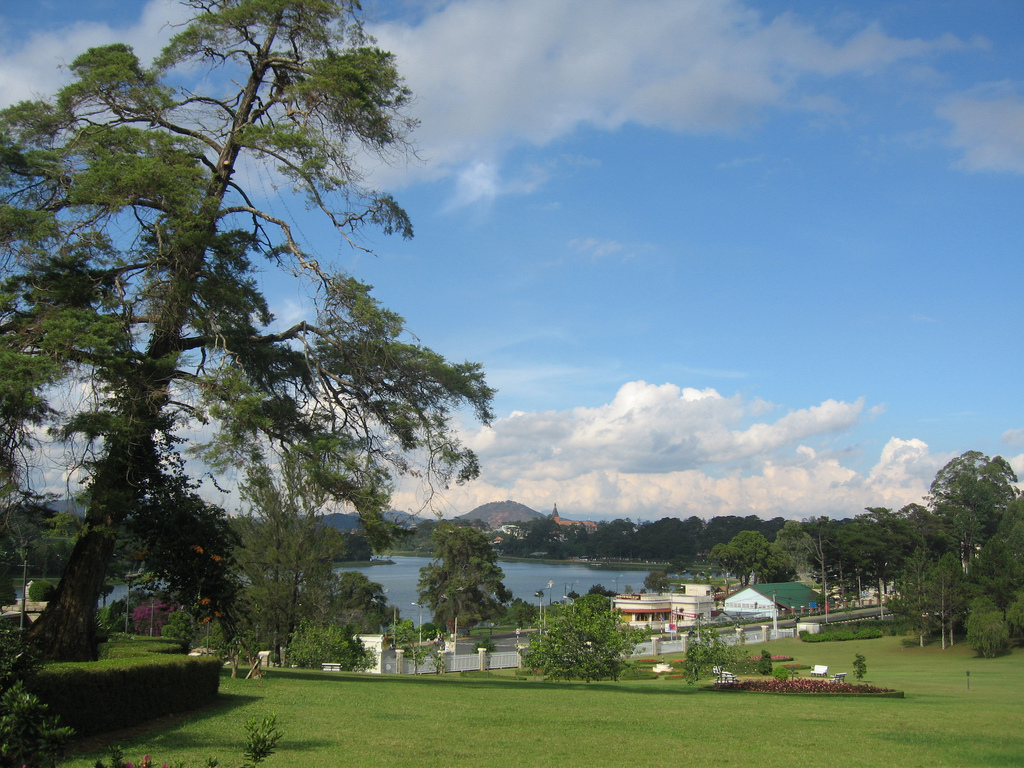
Vue sur le lac Xuan Huong.
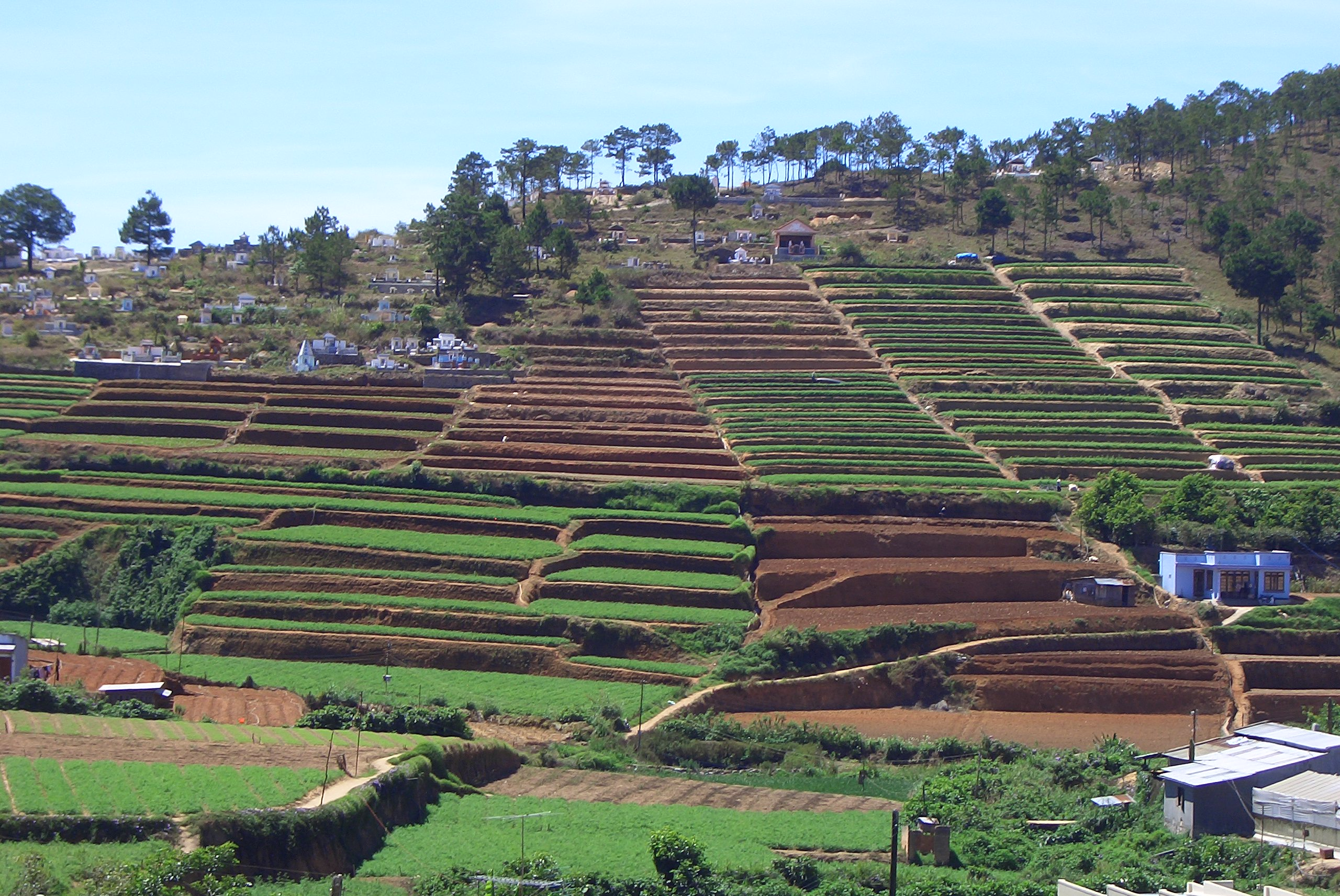
Terrasses et cultures.
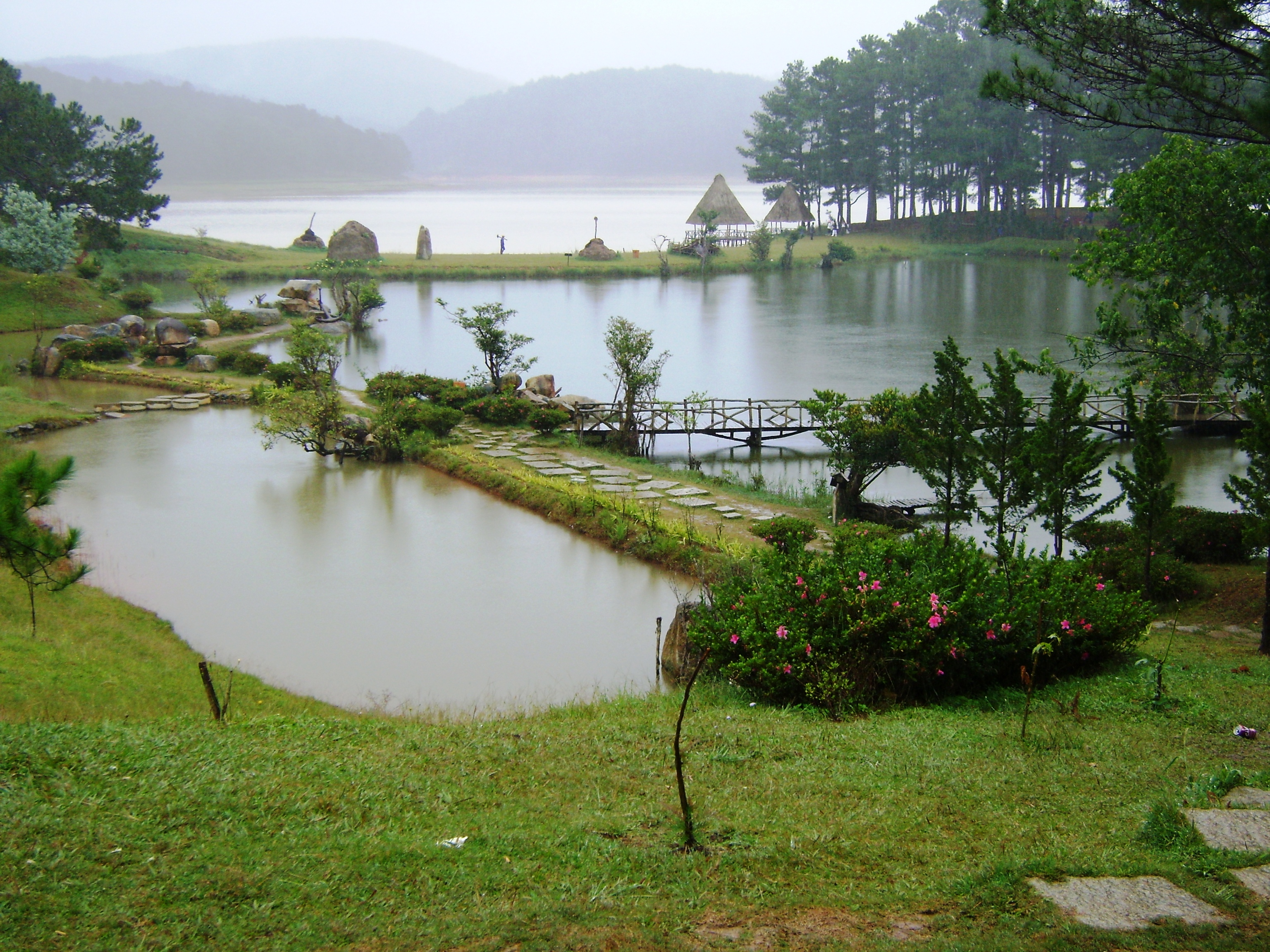
La vallée dorée.
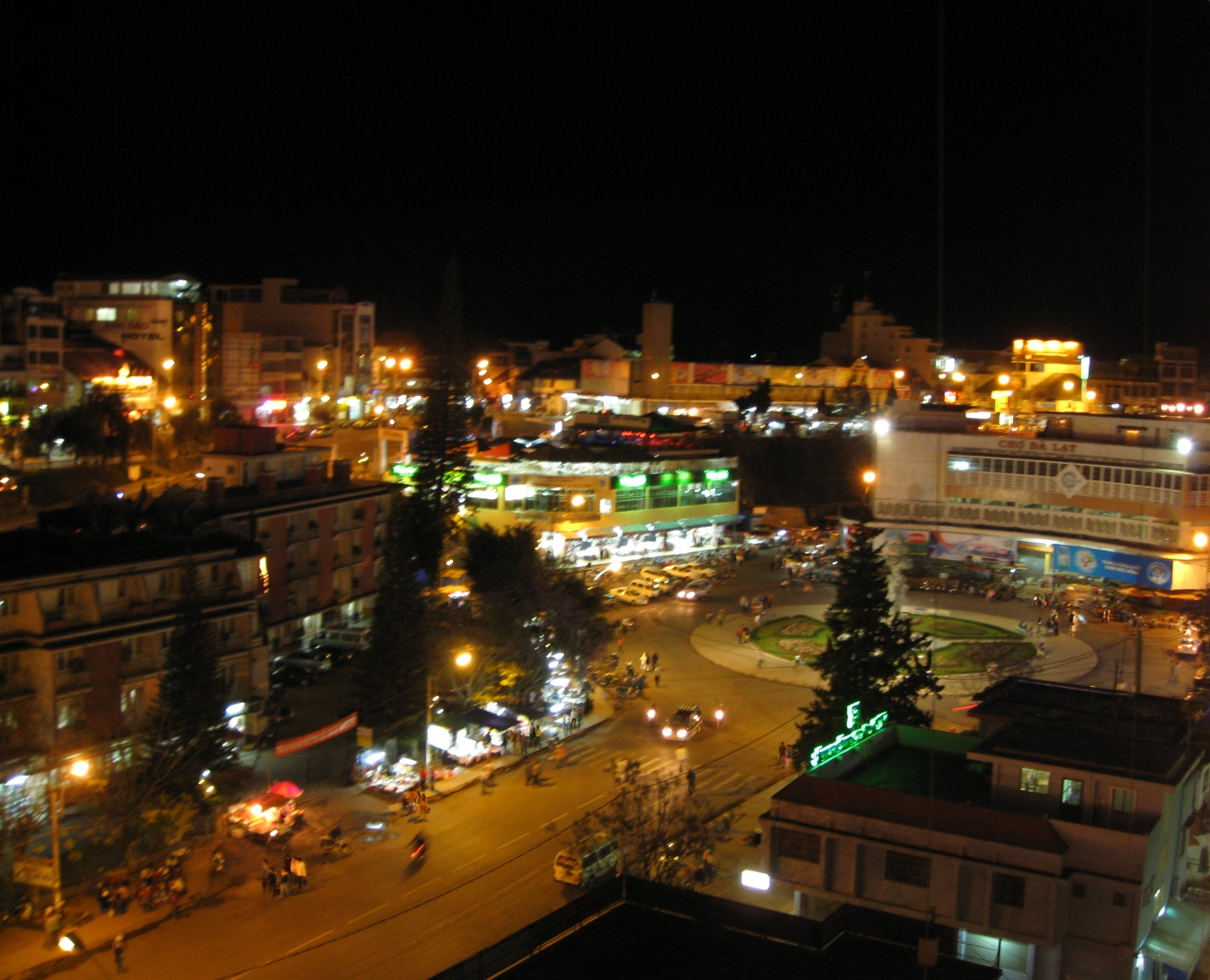
Le marché central de Da Lat la nuit.
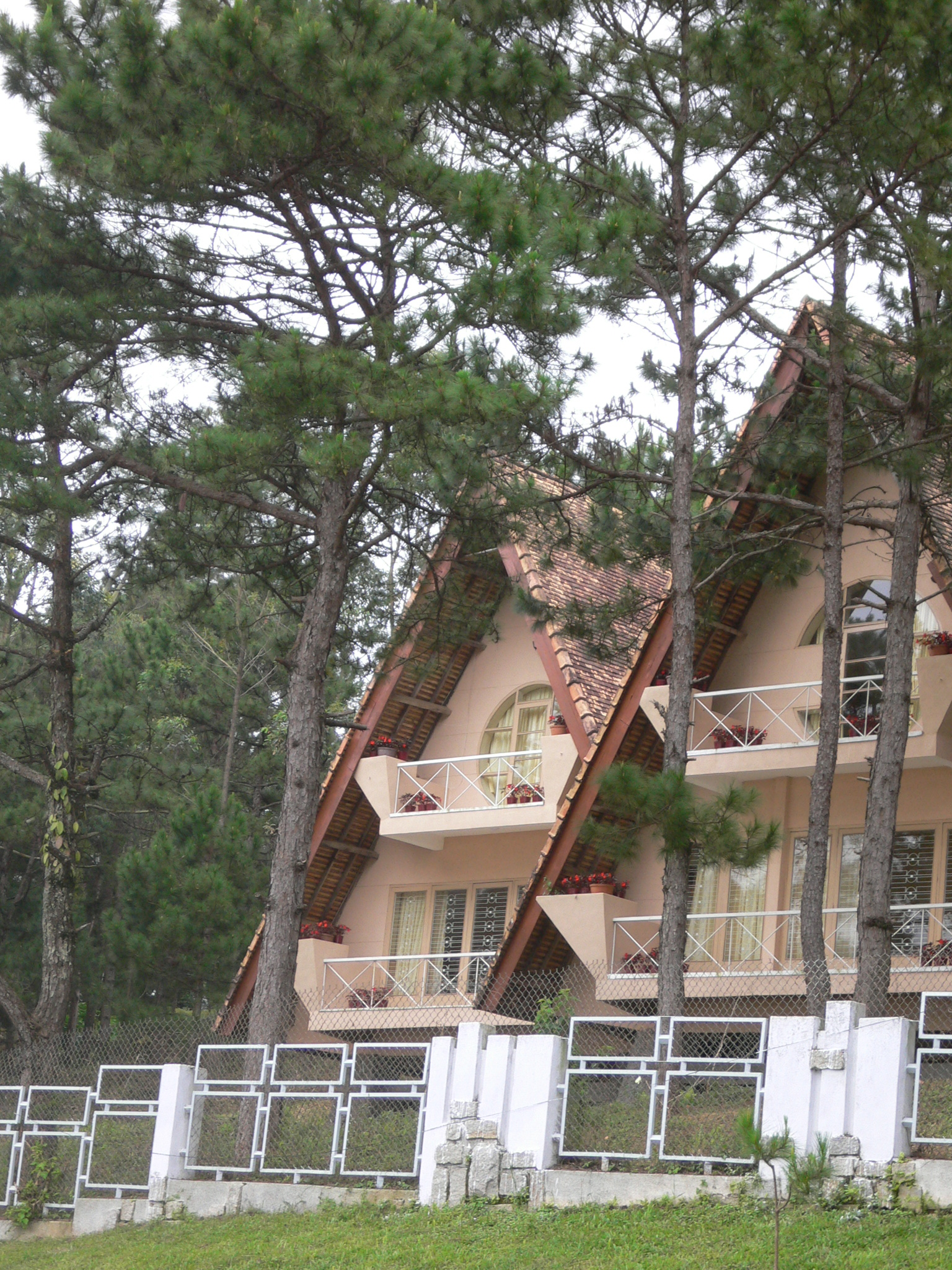
Une villa.